# Kim Dong-jin (cầu thủ bóng đá, sinh 1992)
Đây là một tên người Triều Tiên, họ là Kim.
Kim Dong-jin (tiếng Hàn: 김동진; sinh ngày 28 tháng 12 năm 1992) là một cầu thủ bóng đá Hàn Quốc thi đấu ở vị trí hậu vệ cho Daegu FC ở K League 1.

## Sự nghiệp
Anh được lựa chọn bởi Daegu FC ở đợt tuyển quân K League 2014.